# Каниве, Шарль-Альфред
Шарль-Альфре́д Каниве́ (фр. Charles Canivet; 10 февраля 1839 — 1911) — французский журналист, поэт, литератор, сочинявший романы и рассказы.
Работал секретарём Амедея Тьерри; писал в «Soleil» под псевдонимом Жан де Нивель (Jean de Nivelle); затем стоял во главе популярной газеты «Paris» и играл видную роль во франко-русских празднествах 1893 года.
В конце 1894 года арестован по делу о синдикате журналистов-шантажистов.
Написал романы и повести:
- «Jean Dagoury»,
- «Constance Giraudel»,
- «Pauvres diables»,
- «Les Colonies perdues»,
- «La Nièce de l’organiste»,
- «Ses hautes manières»,
- «Pilote Major»,
- «La Ferme des Gohel»,
- «Contes de la mer et des grèves»,
- «L’Amant-de Rebecca».

Стихотворения:
- «Croquis et paysages» (1878)
- «Le long de la côte» (1883).